# Hammar gård

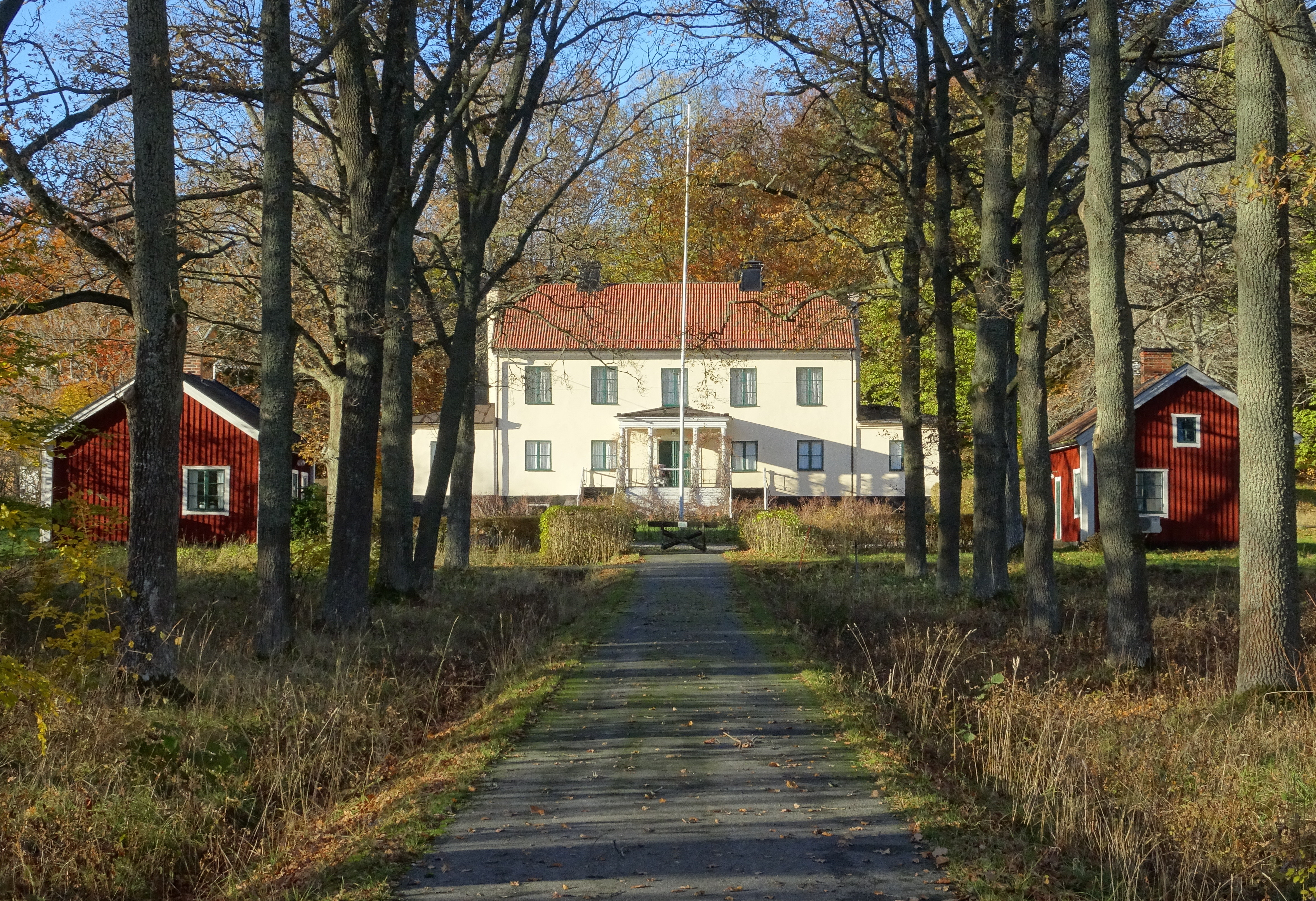
Hammar gård, 2017.

Hammar är en herrgård och ett tidigare storgods i Västerhaninge socken nuvarande Haninge kommun, Stockholms län. Egendomen bildades i början på 1800-talet  genom sammanslagning av fyra hemman. Huvudbyggnaden uppfördes 1816 och har sedan dess varit i släkten Upmarks ägo.

## Bakgrund

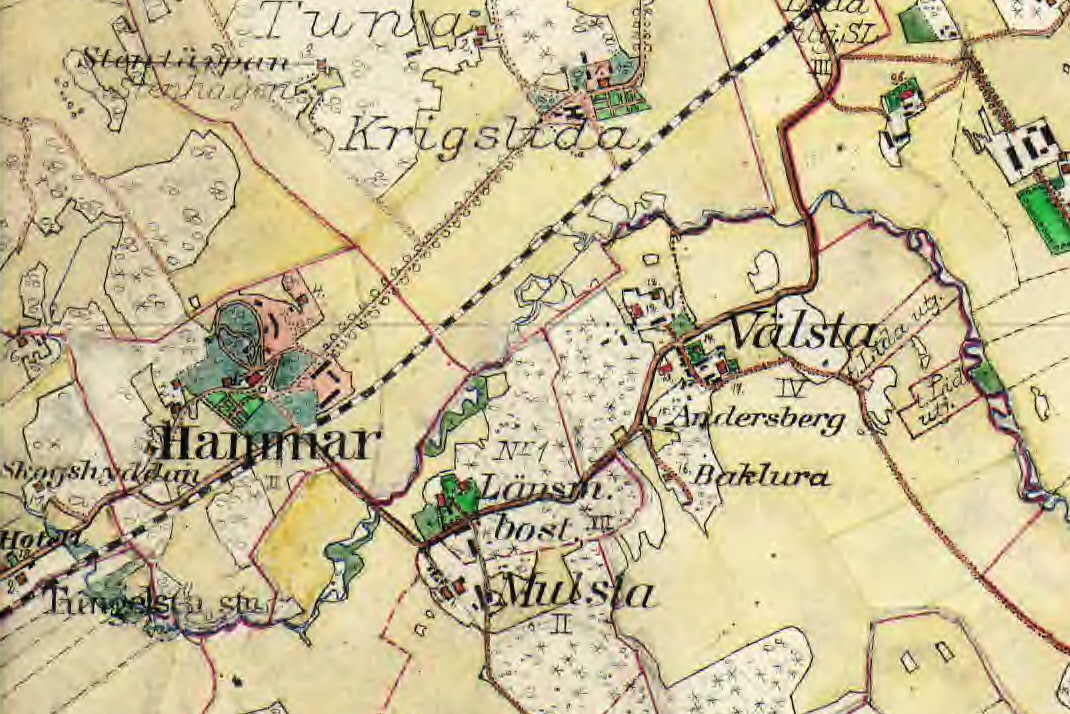
Hammar, Mulsta och Välsta ca 1900.

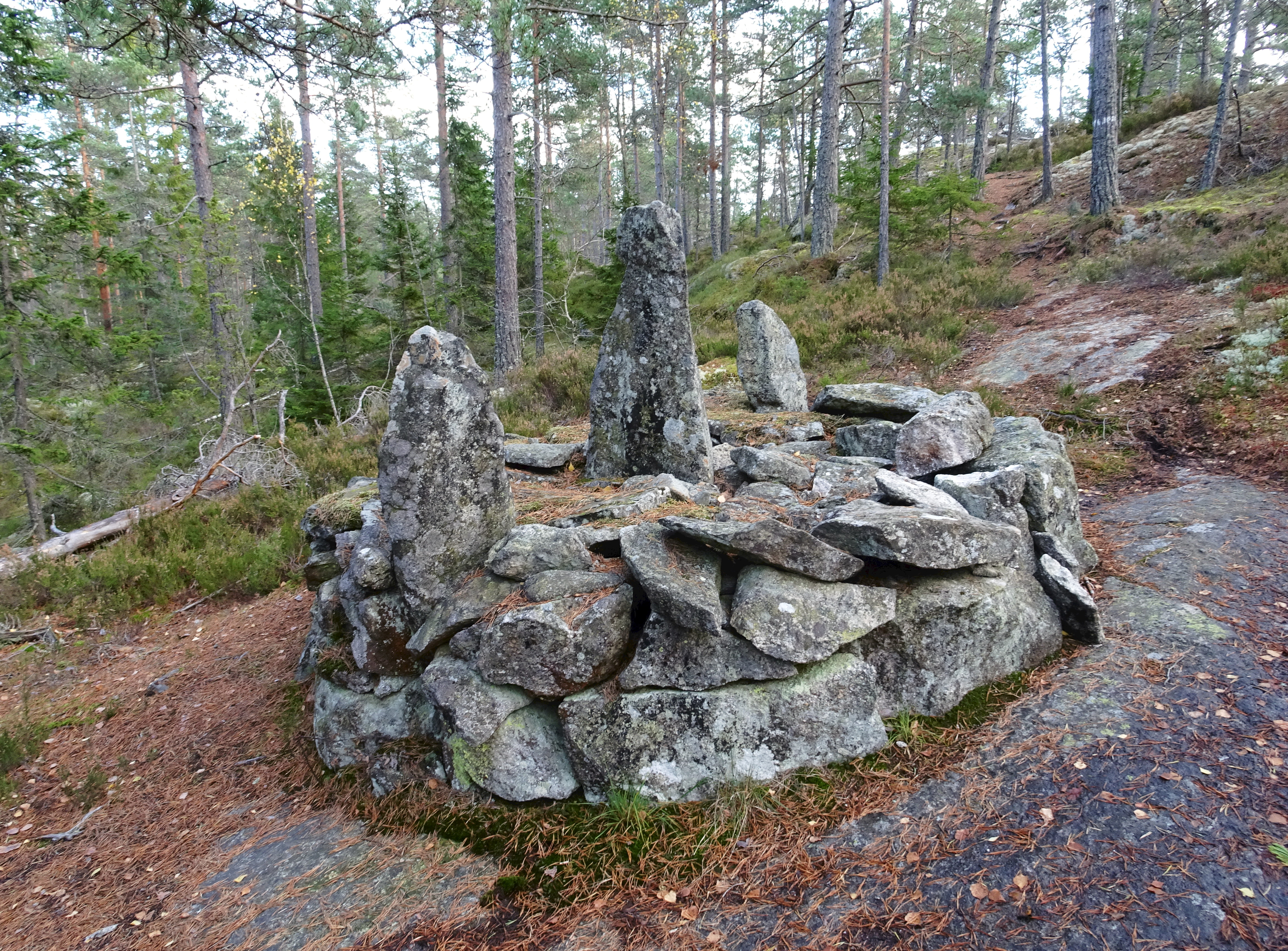
Gränsröse vid Tornberget.

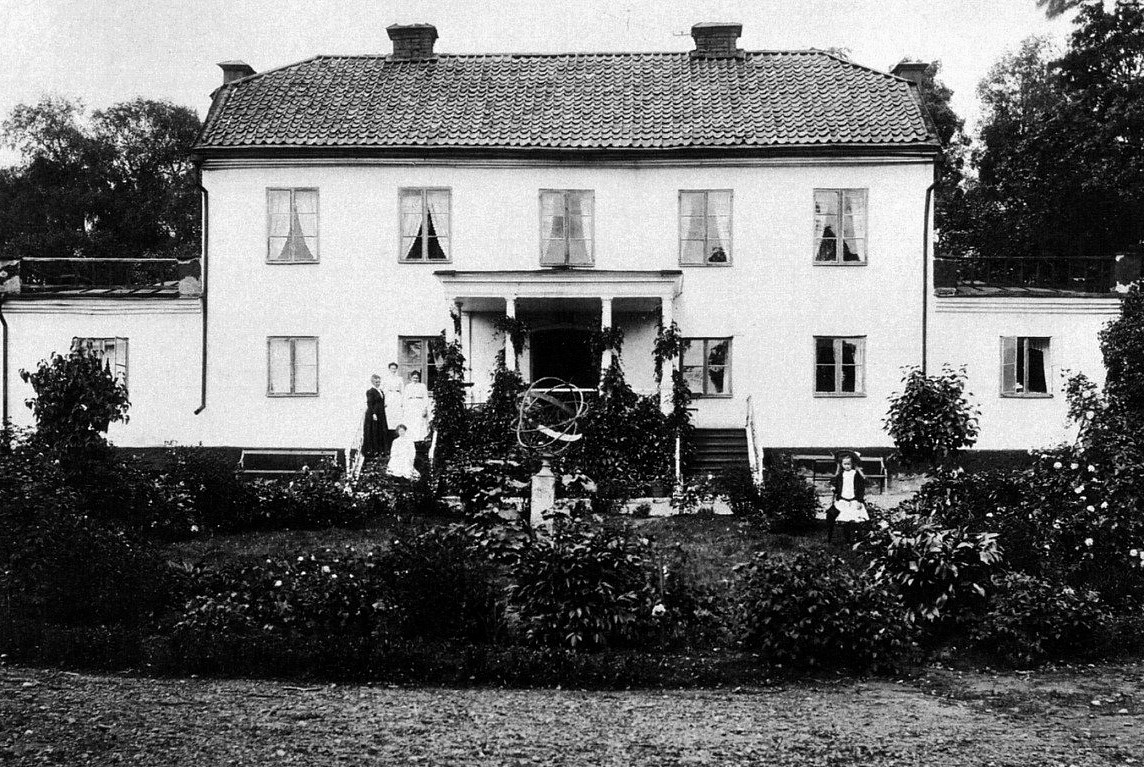
Hammar gård omkring år 1900.

I motsats till de flesta större godsen i Haninge, som har sina rötter i medeltiden eller ännu längre tillbaka, bildades Hammar först i början av 1800-talet genom sammanslagningen av de närliggande gårdarna Mulsta, Tuna, Krigslida och Välsta där Mulsta nr. 3 utgjorde kärnan i egendomen. Mulstas äldsta skriftliga belägg är från 1331. Tuna, norr om Mulsta, omnämns så tidigt som 1314 medan Krigslida by och Välsta by, belägna öster om Mulsta, omnämns 1331.

## Hammar bildas
På 1810-talet bildade kronofogden Frans Gustaf Upmark (1785–1838) den nya egendomen ”Hammar” genom att köpa in och slå ihop de närliggande gårdarna Mulsta, Tuna, Krigslida och Välsta. Totalt omfattade enheten hela 121 hektar åker och 504 hektar skog. Då sträckte sig egendomen ända upp till Tornberget där man fortfarande kan hitta ett stort gränsröse som markerade gränsen mellan Ektorp och Skogs-Ekeby gård samt Hammar gård.

## Släkten Upmark på Hammar
Frans Upmark gifte sig 1809 med Fredrika Johanna, född Girolla (född 1786). Hon bodde på gården Tuna där Upmark träffade henne. Paret fick åtta barn men den 31 augusti 1823 avled hon i barnsäng. För att hedra hennes minne reste maken en ännu bevarad minnessten.
Ett år efter Fredrikas bortgång gifte Upmark om sig med den 18 år yngre Clara Margareta (född Schöldberg 1803). Hon avled 1861. Gården gick sedan vidare till Upmarks äldste son Mauritz (1811–1880) som blev revisor. Han tog efter faderns död över driften av godset och löste med tiden ut sina syskon.
Nästa generation på Hammar var Herman Upmark med hustru Julia (född Rosenkvist 1851). Herman föddes 1845 och utbildade sig till civilingenjör. Enligt faderns önskan skulle han ta över driften av gården men många resor i samband med bygget av Oxelösund–Flen–Västmanlands Järnvägar, där han var driftsingenjör, gjorde att han inte var så ofta på Hammar. Under en av sina tjänsteresor i augusti 1874 föll han offer för ett uppmärksammat rånmord i trakten av Malmköping. Mordet kom att ingå  i kriminalhistorien under namnet "Hjert och Tector". Herman Upmark avled den 1 september 1874 efter sviterna av den skottskada han fick vid överfallet. Han fann sin sista vila i det Upmarkska gravkvarteret på Västerhaninge kyrkogård. Hjert och Tector, som egentligen hade planerat att råna en postdiligens, avrättades den 18 maj 1876 genom halshuggning, den sista offentliga i Sverige.
Förlusten av sonen Herman och oron för Hammars framtid gjorde att Mauritz Upmark förlorade framtidstron. Efter hans död 1880 blev det istället den tredje sonen, John Upmark (1850–1939) som tog över Hammar. 1881 gifte han sig med den tio år yngre Elin Westman. Hon avled tre år senare, paret förblev barnlöst. Han var en skicklig lantbrukare och en mycket betrodd man i bygden och kallades "patron". Efter den barnlöse John gick gården till brorsonens dotter Dorothea Upmark (gift Adler Schilling). Hon avled på Hammar 1988 och är mor till nuvarande ägaren, Charlotte Adler-Dahlström.
År 1879 exproprierades en del av marken för bygget av Nynäsbanan och Tungelsta station som invigdes 1901. Mellan 1910 och 1930 styckades Hammars mark till tomter och en del såldes till tomtbolaget AB Hem på landet.

Hammars husherrar
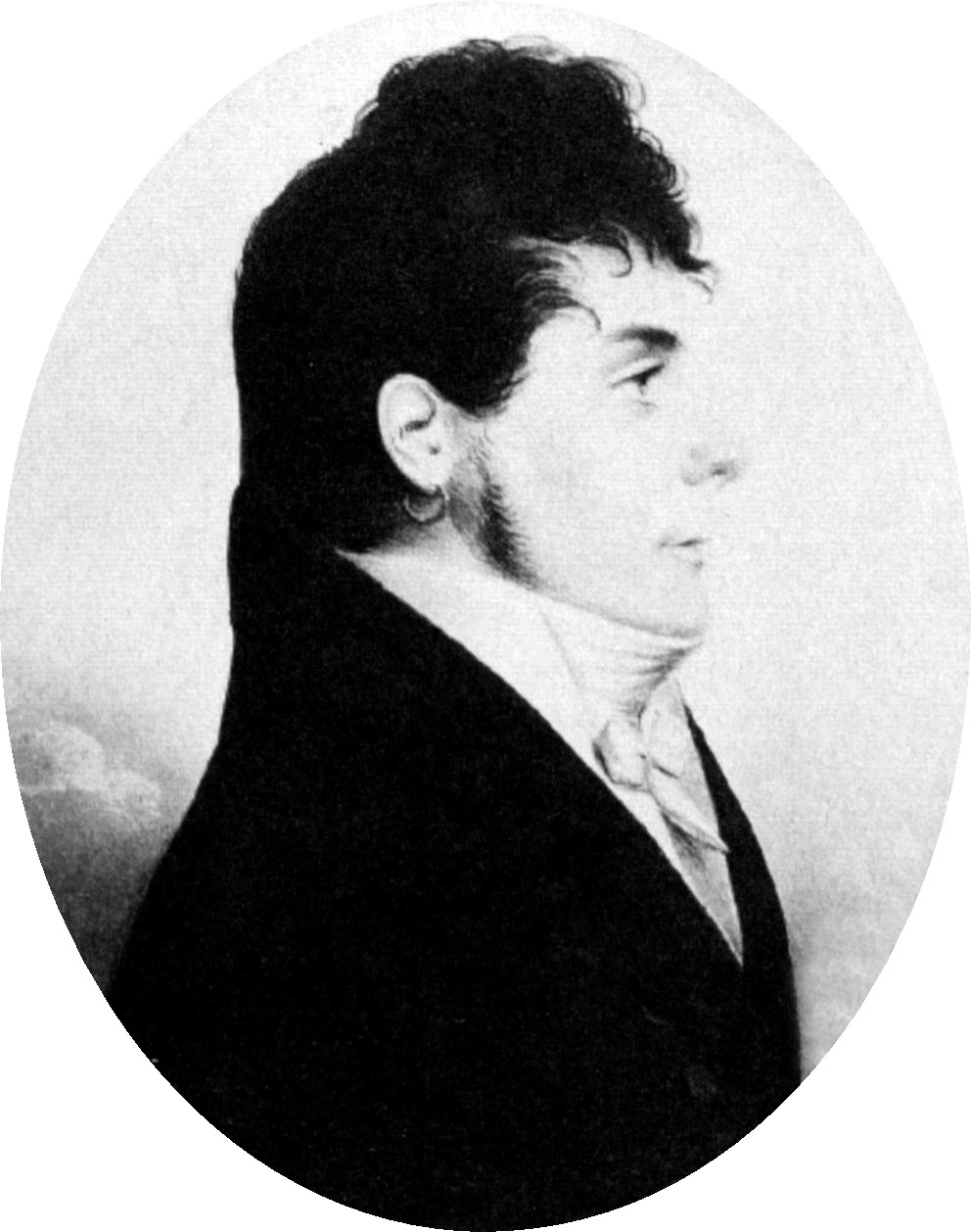
Frans Upmark (1785–1838)
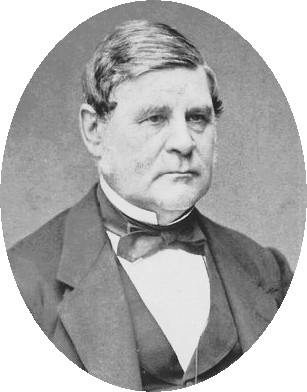
Mauritz Upmark (1811–1880)
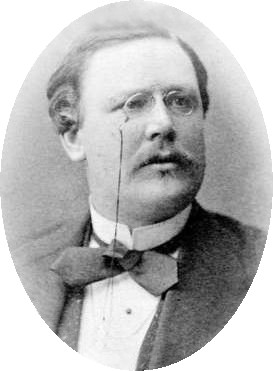
Herman Upmark (1845–1874)
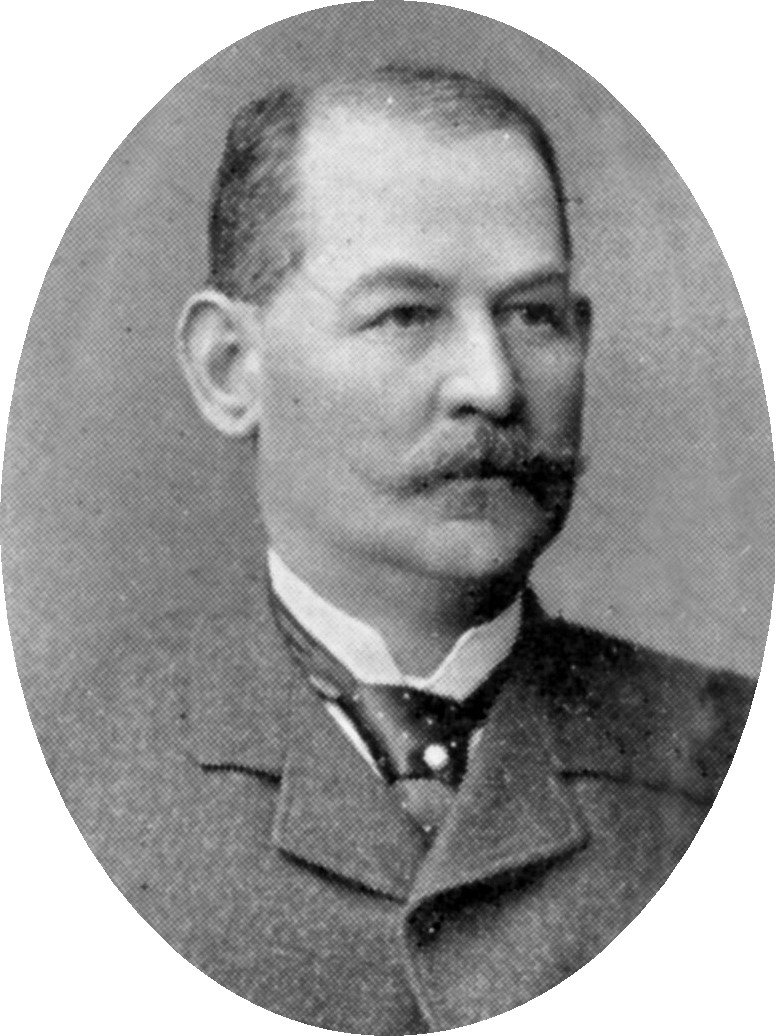
John Upmark (1850–1939)

## Huvudbyggnaden

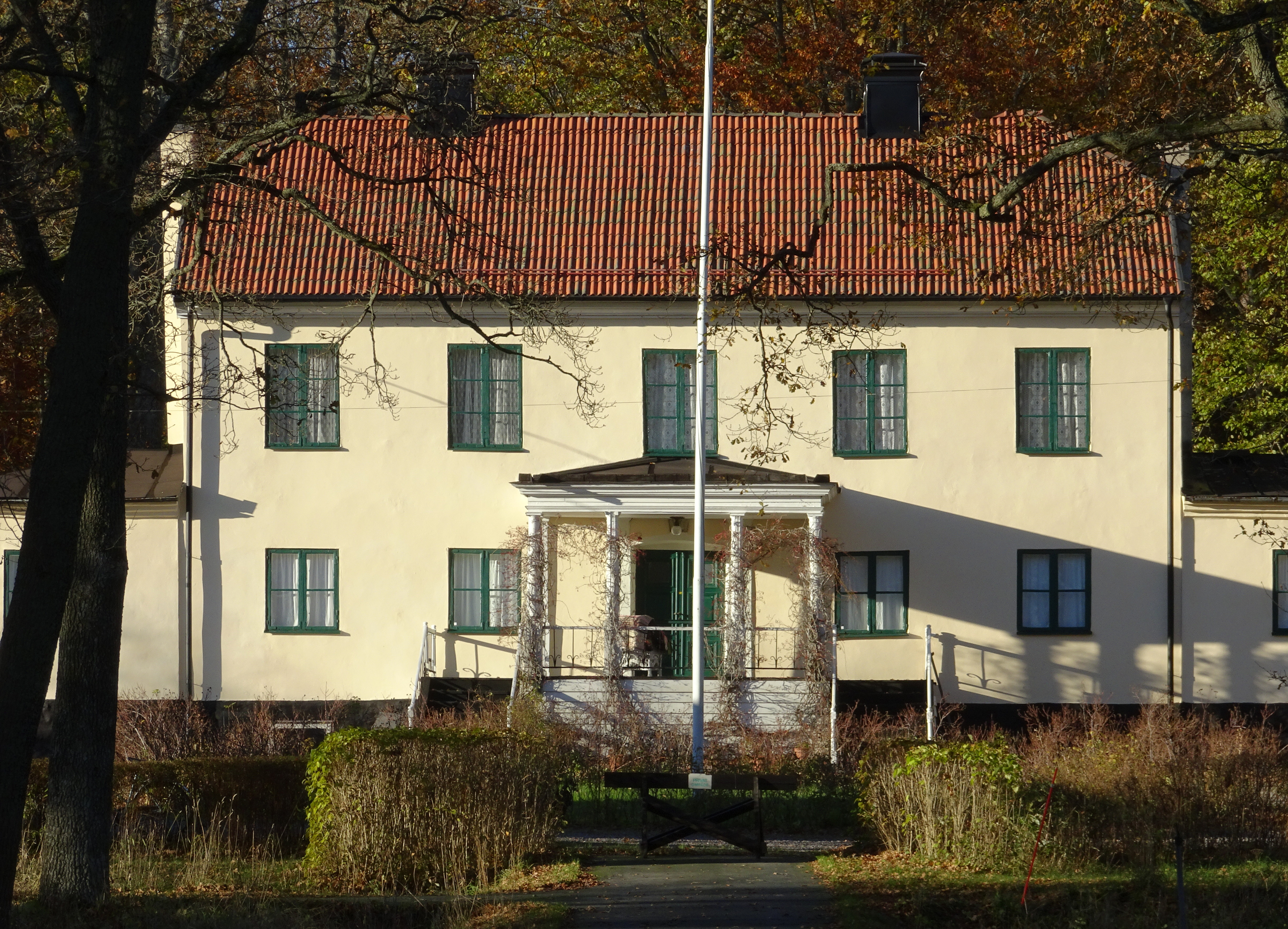
Hammars huvudbyggnad i november 2017.

Nuvarande huvudbyggnad vid Allévägen 31 uppfördes 1814 till 1816 i en tidigare obebyggd ängsbacke på Mulsta nr. 3:s marker. Byggherre var Frans Gustaf Upmark. Det rör sig om ett stenhus om 27×9 meter planmått i två våningar med brutet och valmat sadeltak. Senare byggdes huset till på gavlarna med två pocher. Byggnaden flankeras av två fristående flyglar i trä av typ enkelstuga. 
Intill står det gamla bostadshuset för gårdens lantarbetare. Mot öster till Krigslida anlades en cirka 800 meter lång allé (dagens Allévägen) som numera är något kortare. Huvudbyggnaden ägs idag (2017) av Charlotte Adler-Dahlström som är Frans Upmarks sonsons sondotters dotter. Hennes morfar var översten Johan Upmark och hennes morfars far var konsthistorikern Gustaf Upmark den äldre.